# Михаил Јужни
Михаил Михајлович Јужни (рус. Михаи́л Миха́йлович Ю́жный) је бивши руски тенисер. Његови највећи успеси на Гренд слем турнирима су полуфинала Отвореног првенства САД 2006. и 2010.

## Каријера
Јужни је постао професионалац 1999. године, када је освојио четири титуле на фјучерс турнирима.

### 2000–2001.
2000. је доспео до свој првог АТП четвртфинала, на турниру у Москви.
2001. је стигао до трећег кола Отвореног првенства Аустралије, доспео до свог првог АТП полуфинала у Копенхагену, и стигао до осмине финала Вимблдона, у коме га је победио Патрик Рафтер, каснији финалиста турнира. Стигао је до трећег кола Отвореног првенства САД, у коме га је поразио Пит Сампрас, каснији финалиста турнира.

## АТП финала

### Појединачно: 21 (10–11)
| Легенда                        |
| ------------------------------ |
| Гренд слем турнири (0–0)       |
| Завршно првенство сезоне (0–0) |
| АТП мастерс 1000 (0–0)         |
| АТП 500 (2–5)                  |
| АТП 250 (8–6)                  |

| Финала по подлози |
| ----------------- |
| Тврда (6–8)       |
| Шљака (3–2)       |
| Трава (0–1)       |
| Тепих (1–0)       |

| Финала по локацији |
| ------------------ |
| Отворено (4–7)     |
| Дворана (6–4)      |

| Исход     | Бр. | Датум                | Турнир                      | Подлога   | Противник         | Резултат                |
| --------- | --- | -------------------- | --------------------------- | --------- | ----------------- | ----------------------- |
| Победник  | 1.  | 21. јул 2002.        | Штутгарт, Немачка           | Шљака     | Гиљермо Кањас     | 6–3, 3–6, 3–6, 6–4, 6–4 |
| Финалиста | 1.  | 27. октобар 2002.    | Санкт Петербург, Русија     | Тврда (д) | Себастијан Грожан | 5–7, 4–6                |
| Финалиста | 2.  | 19. септембар 2004.  | Пекинг, Кина                | Тврда     | Марат Сафин       | 6–7(4–7), 5–7           |
| Победник  | 2.  | 31. октобар 2004.    | Санкт Петербург, Русија     | Тепих (д) | Карол Бек         | 6–2, 6–2                |
| Победник  | 3.  | 25. фебруар 2007.    | Ротердам, Холандија         | Тврда (д) | Иван Љубичић      | 6–2, 6–4                |
| Финалиста | 3.  | 3. март 2007.        | Дубаи, УАЕ                  | Тврда     | Роџер Федерер     | 4–6, 3–6                |
| Финалиста | 4.  | 6. мај 2007.         | Минхен, Немачка             | Шљака     | Филип Колшрајбер  | 6–2, 3–6, 4–6           |
| Победник  | 4.  | 6. јануар 2008.      | Ченај, Индија               | Тврда     | Рафаел Надал      | 6–0, 6–1                |
| Финалиста | 5.  | 10. мај 2009.        | Минхен, Немачка (2)         | Шљака     | Томаш Бердих      | 4–6, 6–4, 6–7(5–7)      |
| Финалиста | 6.  | 11. октобар 2009.    | Токио, Јапан                | Тврда     | Жо-Вилфрид Цонга  | 3–6, 3–6                |
| Победник  | 5.  | 25. октобар 2009.    | Москва, Русија              | Тврда (д) | Јанко Типсаревић  | 6–7(5–7), 6–0, 6–4      |
| Финалиста | 7.  | 8. новембар 2009.    | Валенсија, Шпанија          | Тврда (д) | Енди Мари         | 3–6, 2–6                |
| Финалиста | 8.  | 14. фебруар 2010.    | Ротердам, Холандија         | Тврда (д) | Робин Седерлинг   | 4–6, 0–2 (предаја)      |
| Финалиста | 9.  | 27–28. фебруар 2010. | Дубаи, УАЕ (2)              | Тврда     | Новак Ђоковић     | 5–7, 7–5, 3–6           |
| Победник  | 6.  | 9. мај 2010.         | Минхен, Немачка             | Шљака     | Марин Чилић       | 6–3, 4–6, 6–4           |
| Победник  | 7.  | 3. октобар 2010.     | Куала Лумпур, Малезија      | Тврда (д) | Андреј Голубјев   | 6–7(7–9), 6–2, 7–6(7–3) |
| Финалиста | 10. | 31. октобар 2010.    | Санкт Петербург, Русија (2) | Тврда (д) | Михаил Кукушкин   | 3–6, 6–7(2–7)           |
| Победник  | 8.  | 5. фебруар 2012.     | Загреб, Хрватска            | Тврда (д) | Лукаш Лацко       | 6–2, 6–3                |
| Финалиста | 11. | 16. јун 2013.        | Хале, Немачка               | Трава     | Роџер Федерер     | 7–6(7–5), 3–6, 4–6      |
| Победник  | 9.  | 28. јул 2013.        | Гштад, Швајцарска           | Шљака     | Робин Хасе        | 6–3, 6–4                |
| Победник  | 10. | 27. октобар 2013.    | Валенсија, Шпанија          | Тврда (д) | Давид Ферер       | 6–3, 7–5                |

### Парови: 12 (9–3)
| Легенда                        |
| ------------------------------ |
| Гренд слем турнири (0–0)       |
| Завршно првенство сезоне (0–0) |
| АТП мастерс 1000 (0–0)         |
| АТП 500 (2–1)                  |
| АТП 250 (7–2)                  |

| Финала по подлози |
| ----------------- |
| Тврда (4–3)       |
| Шљака (1–0)       |
| Трава (3–0)       |
| Тепих (1–0)       |

| Финала по локацији |
| ------------------ |
| Отворено (7–2)     |
| Дворана (2–1)      |

| Исход     | Бр. | Датум               | Турнир               | Подлога   | Партнер          | Противници                      | Резултат         |
| --------- | --- | ------------------- | -------------------- | --------- | ---------------- | ------------------------------- | ---------------- |
| Финалиста | 1.  | 7. јануар 2005.     | Доха, Катар          | Тврда     | Андреј Павел     | Алберт Коста Рафаел Надал       | 3–6, 6–4, 3–6    |
| Финалиста | 2.  | 18. септембар 2005. | Пекинг, Кина         | Тврда     | Дмитриј Турсунов | Џастин Гимелстоб Нејтан Хили    | 6–4, 3–6, 2–6    |
| Победник  | 1.  | 16. октобар 2005.   | Москва, Русија       | Тепих (д) | Макс Мирни       | Игор Андрејев Николај Давиденко | 5–1, 5–1         |
| Победник  | 2.  | 5. јануар 2007.     | Доха, Катар          | Тврда     | Ненад Зимоњић    | Мартин Дам Леандер Паес         | 6–1, 7–6(7–3)    |
| Победник  | 3.  | 6. мај 2007.        | Минхен, Немачка      | Шљака     | Филип Колшрајбер | Јан Хајек Јарослав Левински     | 6–1, 6–4         |
| Финалиста | 3.  | 24. фебруар 2008.   | Ротердам, Холандија  | Тврда (д) | Филип Колшрајбер | Томаш Бердих Дмитриј Турсунов   | 5–7, 6–3, [7–10] |
| Победник  | 4.  | 15. јун 2008.       | Хале, Немачка        | Трава     | Миша Зверев      | Лукаш Длухи Леандер Паес        | 3–6, 6–4, [10–3] |
| Победник  | 5.  | 5. октобар 2008.    | Токио, Јапан         | Тврда     | Миша Зверев      | Лукаш Длухи Леандер Паес        | 6–3, 6–4         |
| Победник  | 6.  | 14. јун 2009.       | Лондон, В. Британија | Трава     | Весли Муди       | Марсело Мело Андре Са           | 6–4, 4–6, [10–6] |
| Победник  | 7.  | 13. јун 2010.       | Хале, Немачка (2)    | Трава     | Сергиј Стаховски | Мартин Дам Филип Полашек        | 4–6, 7–5, [10–7] |
| Победник  | 8.  | 26. фебруар 2011.   | Дубаи, УАЕ           | Тврда     | Сергиј Стаховски | Жереми Шарди Фелисијано Лопез   | 4–6, 6–3, [10–3] |
| Победник  | 9.  | 5. фебруар 2012.    | Загреб, Хрватска     | Тврда (д) | Маркос Багдатис  | Иван Додиг Мате Павић           | 6–2, 6–2         |

## Остала финала

### Тимска такмичења: 4 (2–2)
| Исход     | Бр. | Датум                  | Турнир                               | Подлога   | Партнери                                         | Противници                                                      | Резултат | Извор |
| --------- | --- | ---------------------- | ------------------------------------ | --------- | ------------------------------------------------ | --------------------------------------------------------------- | -------- | ----- |
| Победник  | 1.  | 29. нов – 1. дец 2002. | Дејвис куп, Париз, Француска         | Шљака (д) | Марат Сафин Јевгениј Кафељников Андреј Стољаров  | Себастијан Грожан Никола Ескиде Фабрис Санторо Пол-Анри Матје   | 3–2      | [ 2 ] |
| Победник  | 2.  | 1–3. децембар 2006.    | Дејвис куп, Москва, Русија           | Тепих (д) | Николај Давиденко Дмитриј Турсунов Марат Сафин   | Давид Налбандијан Хосе Акасусо Агустин Каљери Хуан Игнасио Чела | 3–21     | [ 3 ] |
| Финалиста | 1.  | 30. нов – 2. дец 2007. | Дејвис куп, Портланд, САД            | Тврда (д) | Николај Давиденко Игор Андрејев Дмитриј Турсунов | Енди Родик Џејмс Блејк Мајк Брајан Боб Брајан                   | 1–4      | [ 4 ] |
| Финалиста | 2.  | 24. мај 2008.          | Екипно првенство, Диселдорф, Немачка | Шљака     | Игор Андрејев Дмитриј Турсунов                   | Робин Седерлинг Томас Јохансон Роберт Линдстед                  | 1–2      | [ 5 ] |

1 2006. наступио је у првом колу, четвртфиналу и полуфиналу Дејвис купа и био у финалној постави